# دونگی گایتان
دونگی گایتان (به صربی: Donji Gajtan) یک منطقهٔ مسکونی در صربستان است که در مدوجا واقع شده‌است. دونگی گایتان ۱۴۲ نفر جمعیت دارد.